# Štefan na Zilji
Štefan na Zilji (nem.: Sankt Stefan im Gailtal) je občina z okoli 1.600 prebivalci v Spodnji Ziljski dolini v okraju Šmohor na avstrijskem Koroškem z znamenito slovensko kulturno dediščino.

## Geografija

### Geografski položaj
Štefan na Zilji leži na obeh straneh reke Zilje v spodnji oz. srednji Ziljski dolini med glavnima grebenoma Karnijskih Alp z Ojstrnikom na jugu (2052 m.n.v.) ter Ziljskih Alp na severu.

### Občinska struktura
Občino sestavlja šest katastrskih občin, in sicer Blače, Gostinja vas, Hadre, Močidle, Šentpavel na Zilji in Štefan na Zilji. Na ozemlju občine se nahaja sledečih 20 krajev in zaselkov (v oklepaju nemška imena in število prebivalcev, stanje leto 2001):
| - Blače (Vorderberg) (412) - Draganče (Dragantschach) (57) - Gostinja ves (Köstendorf) (219) - Hadre (Hadersdorf) (65) - Kazaze (Edling) (97) - Karnica (Karnitzen) (68) - Loče (Latschach) (21) | - Močile (Matschiedl) (98) - Nizale (Nieselach) (14) - Plošiče ali Pešišče (Tratten) (105) - Poden, Na Podnu (Bodenhof) (8) - Polana (Pölland) (14) - Poreče (Pörtschach) (44) - Potok (Bach) (67) | - Senčni Graben (Schinzengraben) (14) - Smočica (Schmölzing) (50) - Šentpavel na Zili (St. Paul an der Gail) (122) - Šteben na Zili (ali Štefan na Zilji; St. Stefan an der Gail) (148) - Vezenice (Bichelhof) (16) - Sušoviče ali Žužače (Sussawitsch) (138) |

Glej tudi: Ovršje (nem. Windische Höhe / "Slovenski vrh")

## Zgodovina
Prvi so Srednjo Ziljsko dolino verjetno naselili zgodnji Slovenci oz. njihovi predniki za časa kneževine Karantanije. Od tedaj imamo neprekinjeno prisotnost slovenščine v kraju. Zato je tudi župnija še leta 1924, torej v prvi avstrijski republiki, bila uradno po cerkvenih pravilih povsem slovenska. Župnijska cerkev, ki je posvečena sv. Štefanu, je bila ustanovljena že v 9. stoletju (leta 750 se začne pokristjanevanje Karantancev, ki pa ohranijo svoje lokalne pravice in svoje pravo). Cerkev sama je prvič zapisana v listini iz leta 1252.
Srednja Ziljska dolina je bila dolgo časa v lasti škofije v Bambergu, dokler ni prišlo v 13. stoletju do sporov z Goriškimi grofi, na kar je bil grad v Blačah uničen. Po ponovni izgradnji pa je grad zopet bil porušen leta 1460 in od tedaj je ostal ruševina. Okoli leta 1500 je Zilja prišla pod oblast Habsburžanov.
Leta 1850 so bile ustanovljene v habsburški monarhiji občine sodobnega tipa. Današnja občina izhaja iz združitve leta 1973 dveh nekdaj ustanovljenih občin, to sta Štefan na Zilji in Blače, ki tako skupaj obsegata nekdanje gospostvo Aichelburg.

## Slovenski običaji in narečje
Zgodovino občine zaznamujejo številni požari, med katerimi je tudi grad Aichelburg leta 1691 pogorel. Zime so bile nekoč na Zilji izredno stroge, in dolina povsem nedostopna. Preko gora so pa Ziljani trgovali s Kanalsko dolino. Tako je Ziljska dolina ohranila prastare običaje in prastar jezik. Slovensko narečje na Zilji - in tako v Štefanu na Zilji - zaznamujejo še posebne zahodno slovanske značilnosti, torej iz najbolj zgodnje dobe naseljevanja, ko so sosedje Karantancev bili Čehi oz. njihovi predniki.
Dodatno je Zilja redno poplavljala. S tem so pa travniki bili kisli, kar je bilo posebej ugodno za sedaj tradicionalno konjerejo. Iz tega pa se je razvil domači etnografsko zanimiv običaj štehvanja. Ta običaj šteje, kot jezik, med prastare slovenske običaje. S konja morajo mladi fantje s palco ali starodavno sulico zbiti sod na drogu. To pa zmagovalcu daje pravico, da si sam izbere izvoljenko za ženo. Ta tradicija se je držala vse do 50ih let 20. stoletja.
Slovensko kulturno življenje je bilo dokaj pestro na Zilji še v Prvi Republiki. Kulturna društva na Brdu, v Meličah in v Zahomcu so bila ustanovljena okoli 1910. leta in so zopet delovala po Prvi svetovni vojni oz. po koroškem plebiscitu leta 1920.
Še leta 1924 so bile vse župnije v Spodnji Ziljski dolini izključno slovenske, le v dveh grajskih kapelah se je molilo v nemščini.

## Prebivalstvo
Po ljudskem štetju 2001 ima Štefan na Zilji 1777 prebivalcev.

## Osebnosti
- Rudolf Blüml (1898-1966), slovenski duhovnik in prošt, rojen v Blačah. Ustanovil je slovensko Caritas v Celovcu in zavetišče na Tinjah.
- Cornelius Kolig, umetnik iz Blač.
- Urban Jarnik (*1784 Bach †1844 Božberk), župnik, pesnik, jezikoslovec.
- Hans Ferlitsch, deželni svetnik 1934-37 in 1945-60.

## Spletne povezave
- Gemeinde St. Stefan im Gailtal